# Griechische Streitkräfte
Die griechischen Streitkräfte (griechisch Ελληνικές Ένοπλες Δυνάμεις Ellinikés Énoples Dynámis, deutsch ‚Hellenische Bewaffnete Kräfte‘) sind das Militär der Hellenischen Republik.

## Teilstreitkräfte
- Heer: Griechisches Heer (Ελληνικός Στρατός Ellinikós Stratós)
- Marine: Griechische Marine (Πολεμικό Ναυτικό Polemikó Naftikó)
- Luftwaffe: Griechische Luftstreitkräfte (Πολεμική Αεροπορία Polemiki Aeroporia)

Die griechische Küstenwache (Λιμενικό Σώμα – Ελληνική Ακτοφυλακή Limenikó Sóma – Ellinikí Aktofylakí) ist in Friedenszeiten der zivilen Kontrolle des Ministeriums für Handelsschifffahrt unterstellt. Im Kriegsfall steht sie unter dem Kommando des Verteidigungsministeriums.

## Oberbefehlshaber
Der Präsident der Hellenischen Republik ist Oberbefehlshaber der Streitkräfte.

## Wehrpflicht
In Griechenland gilt allgemeine Wehrpflicht für Männer zwischen 18 und 45 Jahren, die Wehrdienstdauer für Wehrpflichtige beträgt für das Heer, die Luftwaffe und die Kriegsmarine einheitlich zwölf Monate. Für Frauen gilt keine Wehrpflicht, sie können jedoch ohne Einschränkungen dem Militär beitreten.

## Geschichte

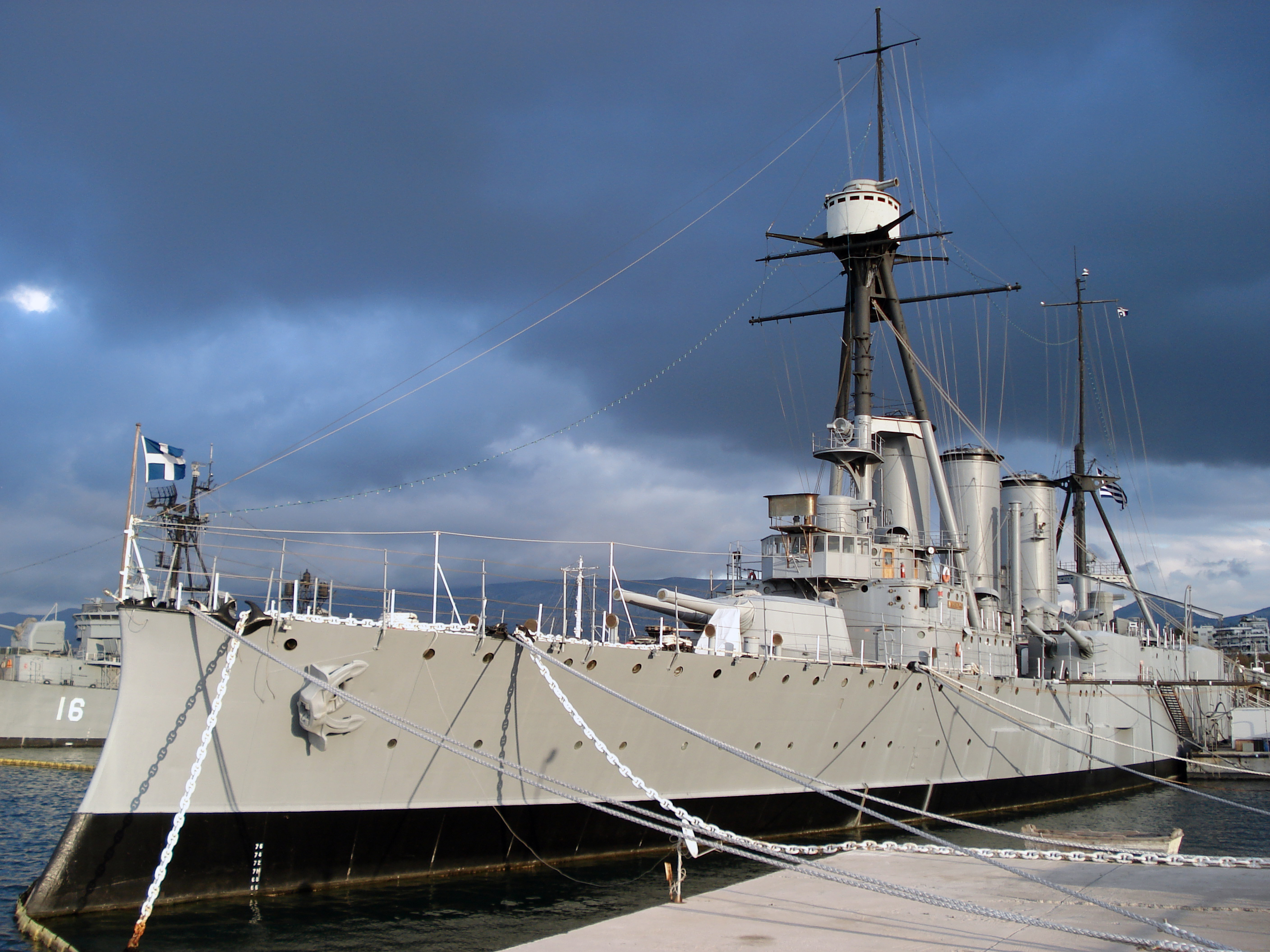
Kreuzer Averof heute (2006) im Museum, Flaggschiff der griechischen Marine in den Balkankriegen

Die griechische Armee und Kriegsmarine gibt es seit den Unabhängigkeitskriegen gegen die Osmanen im Jahr 1821. Die erste Militärakademie wurde in Nafplion, der ersten griechischen Hauptstadt, durch Ioannis Kapodistrias gegründet, und trägt seitdem den Namen „Evelpidon-Militärakademie“. Im September 1912 wurden die Luftstreitkräfte als dritte Teilstreitkraft gegründet. Die griechischen Streitkräfte kämpften in den Balkankriegen 1912/1913 erfolgreich gegen die osmanische Armee und Bulgarien und konnten das griechische Staatsterritorium nahezu verdoppeln. Im Ersten Weltkrieg nahm das Königreich Griechenland an der Seite der Entente teil und anschließend, 1919, an der Expedition der Entente in den Wirren des Russischen Bürgerkriegs. Im Jahr 1919 entsandte Griechenland eine Armee nach Kleinasien.
Der erneute Griechisch-Türkische Krieg endete im Herbst 1922 mit einer schweren griechischen Niederlage (der „kleinasiatischen Katastrophe“). Im Zweiten Weltkrieg lehnte Griechenland unter dem Diktator Ioannis Metaxas am 28. Oktober 1940 ein italienisches Ultimatum zur Kapitulation ab, konnte die italienischen Truppen schlagen und bis hinter die albanische Grenze zurückdrängen. Der Angriff der deutschen Wehrmacht und der bulgarischen Streitkräfte im April und Mai 1941 (Balkanfeldzug) brach den griechischen Widerstand. Teilen der Armee gelang die Flucht nach Ägypten; sie setzten den Kampf gegen die Achsenmächte an der Seite des britischen Expeditionskorps in Afrika fort. Nach dem Abzug der Deutschen 1944 fand von März 1946 bis Oktober 1949 der griechische Bürgerkrieg statt.
Griechische Truppenteile nahmen 1951 bis 1955 am Koreakrieg teil.
Griechenland ist seit dem 18. Februar 1952 Vollmitglied der NATO. 1967 ergriff ein Militärregime unter Georgios Papadopoulos die Macht. Der andauernde Zypernkonflikt und die folgende Invasion der türkischen Streitkräfte auf Zypern führten im Juli 1974 zum Zusammenbruch der Militärdiktatur und zur Rückkehr zur Demokratie unter Konstantin Karamanlis. Griechenland gab jahrelang einen sehr hohen prozentualen Anteil des Bruttoinlandsprodukts für Verteidigungszwecke aus, der knapp unter/über dem prozentualen Anteil der Türkei lag. Hauptgrund ist die wahrgenommene Bedrohung Griechenlands durch die Türkei. Die Türkei droht mit dem casus belli, falls Griechenland den einseitig und durch die Türkei nicht ratifizierten Vertrag der Ausdehnung der Hoheitsgebiete auf dem Meer auf 12 Seemeilen umsetzt. Weiterhin kommt es zu häufigen Luftraumverletzungen und teilweise auch Überflügen über griechische Inseln. Alleine während eines Fluges der damaligen griechischen Außenministerin Dora Bakogianni zählte man 29 Luftraumverletzungen durch die Türkei. Bei einem Abfangversuch verunglückte 2006 ein griechischer Pilot.
Im Januar 2015 stürzte eine griechische F-16 bei einem NATO-Übungsflug in Spanien auf den Luftwaffenstützpunkt Los Llanos und tötete dabei 11 Menschen.
Kriege, an denen die griechischen Streitkräfte beteiligt waren:

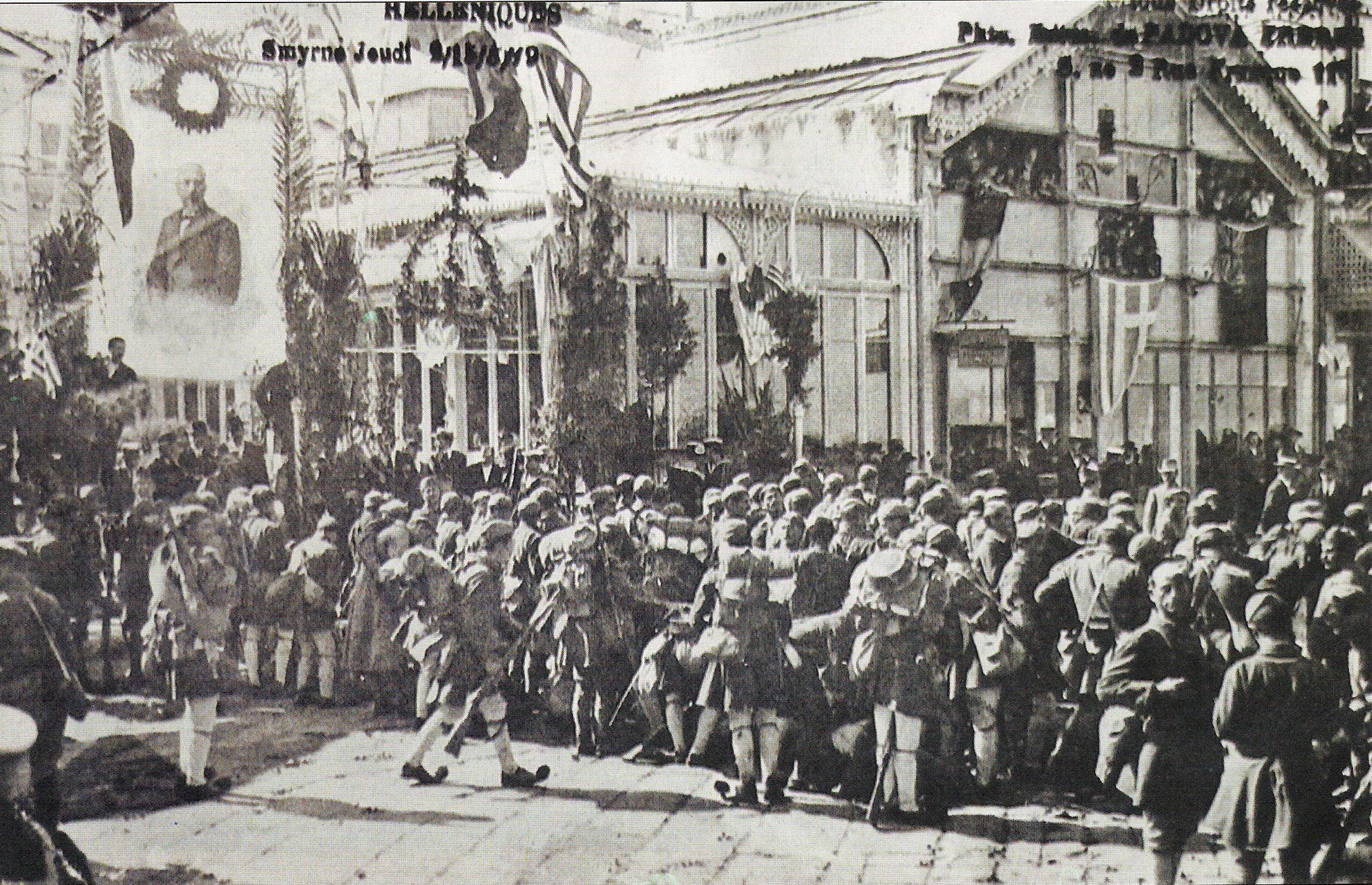
Griechische Soldaten in Smyrna 1919

- Griechische Revolution (1821–1829)
- Türkisch-Griechischer Krieg (1897)
- Erster Balkankrieg (1912–1913)
- Zweiter Balkankrieg (1913)
- Erster Weltkrieg
  - Makedonische Front (1916–1918)
- Russischer Bürgerkrieg (1919) und die Alliierte Intervention
- Griechisch-Türkischer Krieg (1919–1922)
- Zweiter Weltkrieg
  - Griechisch-Italienischer Krieg (1940–1941)
  - Deutsche Invasion in Griechenland während des Balkanfeldzuges (1941)
  - Luftlandeschlacht um Kreta (1941)
  - Nordafrika-Front (1941–1943)
  - Italien-Front (1944)
- Griechischer Bürgerkrieg (1946–1949)
- Koreakrieg (1950–1953)
- Türkische Invasion im Zypernkonflikt (1974)
- Zweiter Golfkrieg (1990–1991)
- Krieg in Afghanistan (2001)

## Militärbudget

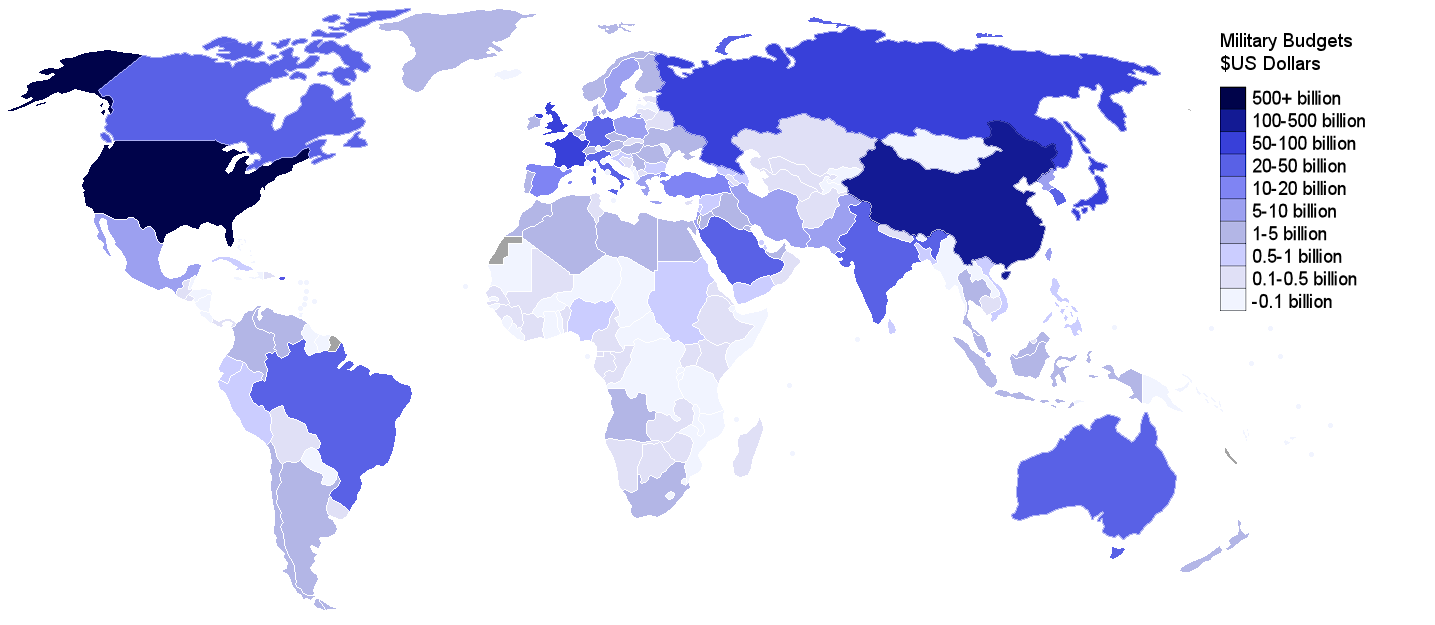
Weltweite Rüstungsausgaben 2008

Die griechischen Militärausgaben zwischen 2005 und 2022 nach Angaben der Europäischen Verteidigungsagentur:
|      | Griechenland | Griechenland |
| Jahr | in Mio. €    | in %/BIP     |
| ---- | ------------ | ------------ |
| 2023 | 6223         | 2,82 %       |
| 2022 | 8054         | 3,87 %       |
| 2021 | 6578         | 3,60 %       |
| 2020 | 4837         | 2,93 %       |
| 2019 | 4320         | 2,38 %       |
| 2018 | 4560         | 2,54 %       |
| 2017 | 4208         | 2,38 %       |
| 2016 | 4190         | 2,41 %       |
| 2015 | 4073         | 2,31 %       |
| 2014 | 4956         | 2,75 %       |
| 2013 | 3060         | 1,68 %       |
| 2012 | 3272         | 1,69 %       |
| 2011 | 3604         | 1,73 %       |
| 2010 | 4756         | 2,07 %       |
| 2009 | 6023         | 2,54 %       |
| 2008 | 6192         | 2,55 %       |
| 2007 | 5579         | 2,44 %       |
| 2006 | 5240         | 2,68 %       |
| 2005 | 4956         | 2,49 %       |

Claas Tatje schrieb im Januar 2012 für Die Zeit: „Fregatten, Panzer und U-Boote: An Griechenlands Militär geht jedes Sparpaket vorbei. Und Deutschland profitiert davon.“ Im Februar 2012 berichtete auch die Tagesschau (bzw. berichteten die Tagesthemen) kritisch darüber, dass die griechischen Streitkräfte bis dahin von allen Sparanstrengungen ausgeklammert worden waren. Ebenfalls im Februar 2012 titelte Bernhard Fischer im Schweizer Tages-Anzeiger: „Während die griechische Bevölkerung den Gürtel immer enger schnallen muss, wird die Armee vergleichsweise mit Glacéhandschuhen angefasst. Davon profitieren die Sparvögte Deutschland und Frankreich.“ Sein Beitrag zitiert einen Rüstungsexperten der Berliner Stiftung Wissenschaft und Politik und betont: „Paradox ist, dass ausgerechnet jene Länder am stärksten von den Militärausgaben Griechenlands profitieren, die das Land zum Sparen zwingen: Deutschland und Frankreich. Griechenland ist gemäss Mölling der grösste Rüstungsimporteur Europas. Rund 40 Prozent des importierten Rüstungsmaterials kommt aus Deutschland.“
Für das Jahr 2020 kündigte das Verteidigungsministerium eine Erhöhung des Militärbudgets auf 5,4 Milliarden Euro an. Dazu sollen die Gelder für Rüstungsprogramme von 500 Millionen auf 2,5 Milliarden Euro angehoben werden.

## Truppenstärke und Ausrüstung

### Truppenstärke
Während des Kalten Krieges hatten die Streitkräfte eine Sollstärke von 210.000 Soldaten. Danach wurde die Personalstruktur angepasst. Die griechischen Streitkräfte bestehen aus Berufssoldaten, Soldaten auf Zeit und Wehrpflichtigen. Wehrpflichtige dienen in den Streitkräften 9 bis 12 Monate lang, und Soldaten auf Zeit (griechisch ΕΠΟΠ) verpflichten sich <--!(Stand xxxx)--> für mindestens fünf Jahre. Ziel der Streitkräfte ist es, in absehbarer Zeit eine reine Berufsarmee zu werden. Das griechische Verteidigungsministerium ist einer der größten Arbeitgeber im Land und beschäftigt etwa 17.000 zivile Mitarbeiter. Alle Laufbahnen der griechischen Streitkräfte sind für Frauen uneingeschränkt geöffnet. 2008 gehörten den Streitkräften etwa 7000 Frauen an. Das Heer war die größte Teilstreitkraft mit 102.000 aktiven Soldaten und 150.000 in der Reserve. Die Luftstreitkräfte war die zweitstärkste Teilstreitkraft mit 33.000 aktiven Offizieren, Unteroffizieren, und Soldaten. Weitere 30.000 befanden sich in der Reserve.
Die Marine gilt als der traditionsreichste Teil der griechischen Streitkräfte mit 21.000 Mann aktivem Personal und 10.000 Reservisten.

### Ausrüstung
Griechenland gab im Zeitraum von 1996 bis 2005 für Rüstungszwecke etwa 25 Milliarden Euro aus, von 2005 bis 2010 waren 52 Milliarden Euro eingeplant. Die griechische Rüstungsindustrie soll mittels multinationalen Synergien mit etwa 40 % daran beteiligt werden. Griechenland ist der größte Rüstungsimporteur Europas. In den vergangenen Jahren haben die griechischen Streitkräfte einen großen Teil ihrer Ausrüstung modernisiert und den unterschiedlichen Anforderungen angepasst. Dabei geht es vor allem darum, die Streitkräfte für die nationale Verteidigung und für Auslandseinsätze entsprechend auszustatten. Zu diesem Zweck werden bestehende Waffensysteme angepasst und neuartige Systeme beschafft. Aufgrund des schnellen technischen Fortschritts und der geographischen Besonderheiten Griechenlands ist die Ausrüstung nicht homogen.
Die griechischen Streitkräfte verfügten im Jahr 2000 über 700 Fluggeräte, 5000 Panzer und gepanzerte Fahrzeuge, 400 Artilleriesysteme, 400 Flugabwehrsysteme und 120 maritime Waffensysteme. Im Rahmen der beschlossenen neuen Strukturierung der griechischen Streitkräfte, unter anderem im Rahmen der Verringerung der Reserveeinheiten um etwa 50 %, wurden in den Jahren 2000–2010 etwa 1210 Kampfpanzer und 671 Artilleriesysteme, einige Schnell- und U-Boote, eine Reihe von Flugzeugen sowie diverse andere Waffensysteme ausgemustert. Durch diese Maßnahme plante das griechische Verteidigungsministerium, jährlich etwa 250–300 Millionen Euro einzusparen. Folgende Waffensysteme wurden bzw. werden ausgemustert (Stand Januar 2008):
- Alle Kampfpanzer vom Typ M60A1/A3
- Kampfpanzer M48A5
- Kampfpanzer Leopard 1 V,1GR
- Schützenpanzer BMP-1
- Feldhaubitze M114
- Feldhaubitze M101
- Panzerhaubitze M110
- Panzerhaubitze M109 A1/A2
- Vier Schnellboote „La Combattante III“
- Torpedoboote
- Vier Fregatten der Knox-Klasse
- Drei Unterseeboote vom Typ 209
- Kleinere Versorgungsschiffe
- Zwölf Hubschrauber Augusta Bell 212
- Alle Kampfflugzeuge vom Typ Vought A-7 Corsair
- Kampfflugzeuge F-4 Phantom
- Trainingsflugzeuge T-2E Buckeye
- Hubschrauber UH-1H
- Luftabwehrraketensystem Nike Hercules
- Diverse Handwaffen

#### Luftstreitkräfte
In einer Sitzung des zuständigen Gremiums (Regierungsrat der nationalen Verteidigung) im Frühjahr 2008 wurde beschlossen, bis zum Jahr 2015 für die Luftstreitkräfte etwa 10 Milliarden Euro bereitzustellen. Mit diesem Budget sollten schnellstmöglich neue Jagdflugzeuge beschafft und die Flotte der älteren F-16-Jäger modernisiert werden. Die Planung der Luftstreitkräfte sah u. a. etwa 400 Millionen Euro für die Kampfwertsteigerung der F-16 (Block 30) sowie ca. 1,5 Milliarden für die Kampfwertsteigerung der F-16 (Block 50, 52+) auf die Version 52+ Advanced vor. Darüber hinaus werden die 25 Mirage 2000 für etwa 1,2 Milliarden Euro auf den Stand MK-5 gebracht. Sowohl für die Beschaffung weiterer 20 F-16 als auch für ein neues Ausbildungsflugzeug sollen jeweils 1 Milliarde Euro bereitgestellt werden. Letzteres wird bereits seit einiger Zeit von der griechischen Luftstreitkräfte gesucht, weshalb Kooperationsvereinbarungen zwischen der griechischen, italienischen und koreanischen Rüstungsindustrie getroffen wurden.
Das übrige Budget von etwa 5 Milliarden Euro sollte dem Erwerb von Kampfflugzeugen der vierten Generation dienen. Geplant war, in einer ersten Phase 40-60 Maschinen und ab dem Jahr 2015 weitere 80 Maschinen zu bestellen. Für die Zeit ab dem Jahr 2015 waren noch einmal mehr als 5 Milliarden Euro zur Modernisierung der Luftstreitkräfte vorgesehen. Griechischen Experten zufolge war geplant, 60 Dassault Rafale und ab 2015 80 F-35 Joint Strike Fighter zu bestellen. Durch die Finanzkrise wurden die Pläne zur Beschaffung von neuen Flugzeugen verschoben. Die Modernisierung von 84 F-16 auf die Version „Viper“ sowie die Möglichkeit zur Finanzierung von 15-20 F-35 wurden im Laufe des Jahres 2018 angekündigt.
Bis März 2023 sollen den Luftstreitkräften 18 Mehrzweckkampfflugzeuge des Typs Rafale im Wert von 1,92 Milliarden zugeführt werden. Ebenso sollen bis 2027 die vorhandenen F-16 Flugzeuge in Zusammenarbeit mit Lockheed modernisiert werden.
Stand: Ende 2012
| Luftfahrzeuge                    | Foto            | Herkunft           | Verwendung                           | Version                         | Aktiv          | Bestellt                                            | Anmerkungen |                |
| Kampfflugzeuge                   | Kampfflugzeuge  | Kampfflugzeuge     | Kampfflugzeuge                       | Kampfflugzeuge                  | Kampfflugzeuge | Kampfflugzeuge                                      | Kampfflugzeuge | Kampfflugzeuge |
| -------------------------------- | --------------- | ------------------ | ------------------------------------ | ------------------------------- | -------------- | --------------------------------------------------- | --- | -------------- |
| F-16 Fighting Falcon             |                 | Vereinigte Staaten | Mehrzweckkampfflugzeug               | F-16C F-16D                     | 116 39         |                                                     | Vorhandene Versionen: 32 C/D Block 30, 38 C/D Block 50, 55 C/D Block 52+, 30 C/D Block 52M (84 davon sollen auf die Version F-16V Block 70/72 bis zum Jahr 2024 modernisiert werden.) |                |
| Dassault Mirage 2000             |                 | Frankreich         | Mehrzweckkampfflugzeug               | 2000BGM-3 2000EGM-3 2000-5 Mk.2 | 2 17 25        |                                                     | Die Pläne zur Modernisierung wurden vom Verteidigungsministerium beschlossen. Die Modernisierung soll noch innerhalb des Jahres 2022 vollendet werden.                                |                |
| McDonnell-Douglas F-4 Phantom II |                 | Vereinigte Staaten | Jagdflugzeug Aufklärer               | F-4E AUP                        | 34             |                                                     | |                |
| Dassault Rafale                  | Dassault Rafale | Frankreich         | Mehrzweckkampfflugzeug               | Rafale-C                        | 6              | 18                                                  | Eine erste Lieferung von 6 Stück erfolgte im Januar 2022. |                |
| Transportflugzeuge               |                 |                    |                                      |                                 |                |                                                     | |                |
| Alenia C-27 Spartan              |                 | Italien            | Transportflugzeug                    |                                 | 8              | 4                                                   | Die weiteren Flugzeuge werden mit Luftbetankungsanlagen ausgerüstet. |                |
| Lockheed C-130 Hercules          |                 | Vereinigte Staaten | Militärischer Transporter            | C-130H                          | 5 10           |                                                     | Avionics Upgrade (AUP) durch SPAR Aerospace und HAI |                |
| Embraer ERJ 145                  |                 | Brasilien          | VIP-Transport Frühwarnsystem (AEW&C) | ERJ 135L(R) ERJ 145H            | 2 4            |                                                     | 0 auch als „Ericsson Eerie Eye“ bezeichnet |                |
| Gulfstream V                     |                 | Vereinigte Staaten | VIP-Transport                        | G500                            | 1              | Avionics Upgrade (AUP) durch SPAR Aerospace und HAI | |                |

Daneben verfügen die griechischen Luftstreitkräfte über Aufklärungsflugzeuge des Typs EAB Pegasus II (16), Mehrzweckhubschrauber (u. a. Bell 205 und Eurocopter Super Puma) und Schulflugzeuge der Typen Cessna T-41 Mescalero (19), Beechcraft T-6 Texan II (45) und Rockwell T-2 Buckeye (40).
Die griechischen Luftstreitkräfte betreiben auch eine Flotte von Löschflugzeugen. Die Canadair CL-215 war das erste speziell als Löschflugzeug konstruierte Flugzeug, das in Griechenland eingesetzt wurde. Zusammen mit dem Nachfolgemodell Canadair CL-415 und kleineren Flugzeugen des Typs PZL M18 Dromader bildet sie noch heute das Rückgrat der luftgestützten Waldbrandbekämpfung in Griechenland.
Griechenland verfügt über ein dichtes aneinander gebundenes Luftabwehr-Verteidigungsnetz mit Komponenten aus Ost und West mit über 335 mobilen Luftabwehrbatterien.
Die Flugabwehrraketenkräfte werden zum Schutz von Räumen, Objekten/Objektgruppen und Operationen in der Regel in Form von Flugabwehrraketen-Einsatzzonen eingesetzt und haben den Auftrag, einen weitreichenden und durchhaltefähigen Luftverteidigungsschutz sicherzustellen. Der Luftraum Griechenlands ist in drei Flugabwehr-Einsatzzonen unterteilt. 2024 wurde bekannt, dass Griechenland in Kooperation mit Israel ein speziell auf die Abwehr von Drohnen ausgelegtes Luftverteidigungssystem errichten will.

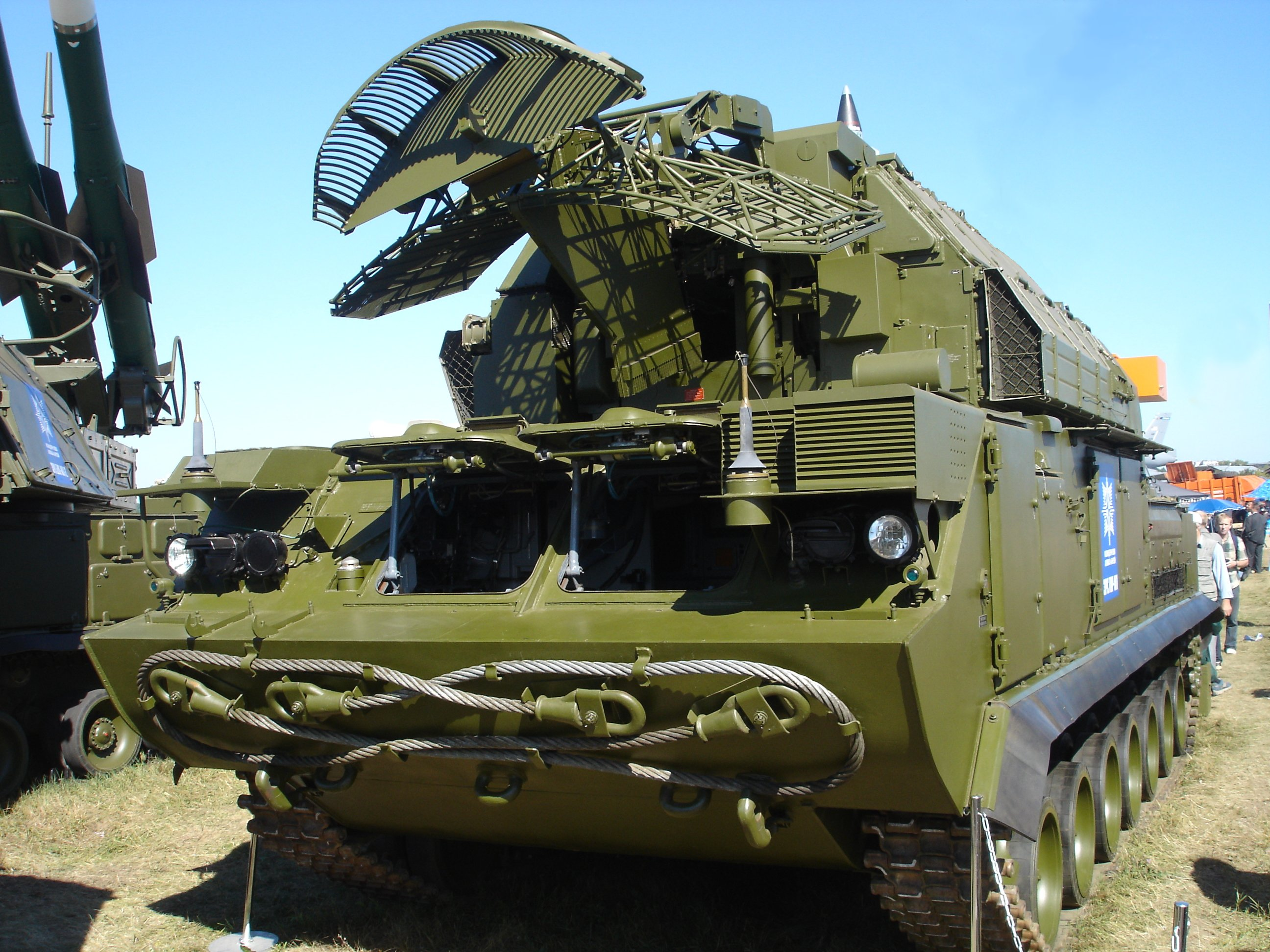
Tor-M1 Mobiles Luftabwehrsystem

Inventar der Luftabwehr
- Patriot PAC III (36×4 Raketenstarter)
- S-300 PMU1 (12×4 Raketenstarter).[19]
- MIM-23 Hawk (42×3 Raketenstarter)
- 9K330 Tor (31 Raketenstarter)
- Crotale (11 Raketenstarter)
- 9K33M2 Osa-AK / 9K33M3 Osa-AKM (39 Raketenstarter)
- ASRAD-GR (54 Raketenstarter)
- Skyguard (84 Raketenstarter)
- Stinger (1000, davon 150 MANPADS)
- Artemis 30 Luftabwehrkanone
- Rheinmetall 202 Mk20 Luftabwehrkanone

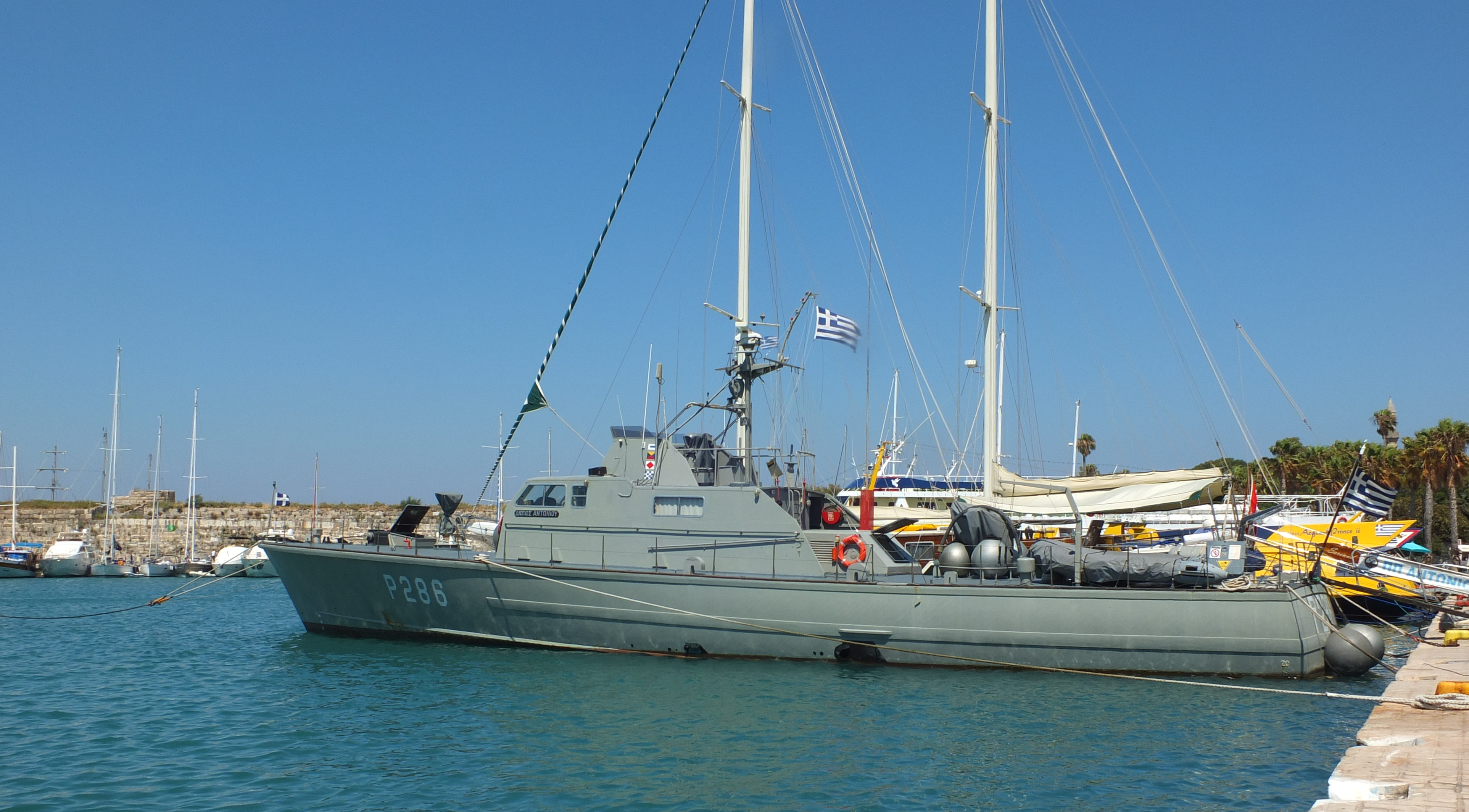
Patrouillenboot CP Diopos Antoniou (Ρ286) im Hafen von Kos

#### Kriegsmarine
Die griechische Marine unterhält zurzeit etwa 100 kleinere und mittelgroße Kriegsschiffe in den Hauptstützpunkten Salamis und in Souda, Kreta. Für die Kriegsmarine sind bis zu vier neue Bellh@ra-Fregatten eingeplant, die vor allem über Luftabwehrkapazitäten verfügen sollen. Die Kriegsmarine betreibt u. a. auch U-Boote der U-Boot-Klasse 209 und der U-Boot-Klasse 214.
Die griechische Küstenwache (griechisch Λιμενικό Σώμα Limenikó Sóma) ist in Friedenszeiten der zivilen Kontrolle des Ministeriums für Handelsschifffahrt unterstellt. Im Kriegsfall steht sie unter dem Kommando des Verteidigungsministeriums. Die Küstenwache wurde 1919 vom damaligen Ministerpräsidenten Eleftherios Venizelos gegründet. Ihre Hauptaufgaben in der Friedenszeit sind die Such- und Rettungsaktionen, die Vorbeugung gegen Umweltkatastrophen, die Vorbeugung gegen illegale Einwanderung, die polizeiliche Kontrolle von Schiffen und der Seehäfen und die Sicherung der Seegrenze. Der höchste Offizier der Küstenwache hat den Rang des Vizeadmirals.
Inventar der Küstenwache
- Patrouillenboote (6-60 m)
- Cessna 172
- Cessna 406
- Eurocopter AS 532 Cougar
- Eurocopter Dauphin
- Socata TB

#### Landstreitkräfte
Das griechische Heer wird die ausgemusterten Kampfpanzer durch weitere Leopardv 2 A6 ersetzen, die entweder direkt vom deutschen Hersteller Krauss-Maffei Wegmann bestellt oder gebraucht gekauft werden. In ähnlicher Weise sollen ältere Panzerhaubitzen des Typs M-109A1/A2 durch weitere PzH 2000 ersetzt werden. Der Erwerb von 12 Kampfhubschraubern und 20 NH90-Transporthubschraubern hat ebenfalls eine hohe Priorität für die Armee.
Haushaltskonsolidierungsbemühungen sahen auch eine Kürzung des Wehretats um 25 % vor. Erst 2014 bestellte Griechenland bei Rheinmetall ausreichend Munition für die Leopard-2-Panzer.

## Die griechischen Streitkräfte in internationalen Bündnissen und Organisationen

### NATO

Seit 1952 NATO-Mitglied

Griechenland ist 1952 der NATO beigetreten. Seine Streitkräfte waren während des Ost-West-Konflikts fest in die NATO eingebunden. 1974 während des Zypernkonfliktes ist diese feste Bindung zwischen Teilen der nationalen Streitkräfte und bestimmten Gliederungselementen der NATO-Kommandostruktur für kurze Zeit aufgehoben worden. Derzeit sind die griechischen Streitkräfte in den Streitkräfteplanungsprozess der NATO eingebunden. Als Beitrag zur NATO Response Force sind die griechischen Streitkräfte darauf eingestellt, jederzeit Kampfeinheiten in hoher Bereitschaft zu halten.
Im Rahmen der NATO-Erweiterung übernahm Griechenland die Kontrolle und Sicherung des Luftraumes über Bulgarien und Rumänien.
Mit dem Bündnisfall regelt der NATO-Vertrag im Artikel 5 in Verbindung mit der griechischen Verfassung eine weitere Einsatzmöglichkeit der nationalen Streitkräfte. Die griechischen Streitkräfte können auch eingesetzt werden, wenn ein NATO-Bündnispartner angegriffen wird. Der Bündnisfall wurde seit seiner Festlegung erstmals nach dem 11. September 2001 erklärt.

### Europäische Union

Seit 1995 WEU-Mitglied

Griechenland ist zum 1. Januar 1981 den Europäischen Gemeinschaften beigetreten.
Laut dem European Headline Goal hat die EU eine EU-Eingreiftruppe gebildet.
Griechenland führt seit dem 1. Juli 2007 die Balkan Battlegroup. Dieser EU Battlegroup gehören auch Einheiten der Streitkräfte Bulgariens, Rumäniens und Zyperns an.
Griechenland stellt die 71st Airmobile Brigade.

### Südosteuropa
Der Rat der Kooperation der Ministerien für Verteidigung in Südosteuropa (Southeastern Europe Defence Ministerial/SEDM) wurde 1996 gegründet mit dem Ziel der Stabilitäts- und Friedenssicherung in Südosteuropa. Der Rat hat seinen Sitz in Thessaloniki. Die beteiligten Länder sind Albanien, Bulgarien, Griechenland, Italien, Rumänien, Slowenien, Türkei, USA, Kroatien. Einen Beobachterstatus haben die Ukraine und Moldawien.
Die Haupttätigkeitsfelder des SEMD sind:
- Gründung und Führung einer multinationalen Brigade mit NATO-Standards, unter NATO- oder WEU-Kontrolle. Die multinationale Brigade ist seit 2004 operationsfähig.
- Gründung und Führung der Engineer Task Force (ETF)
- Satellitenkommunikation der Militärhospitäler in Südosteuropa
- Kooperation der beteiligten Länder in der Forschung und der Rüstungsindustrie

### Vereinte Nationen
Um bei Bedarf möglichst schnell auf Truppen zurückgreifen zu können, hat die UN mit verschiedenen Staaten so genannte „Standby Arrangements“ abgeschlossen. 2004 hat sich Griechenland bereit erklärt, für die UNO etwa 200 Soldaten vorzusehen.

### Auslandseinsätze

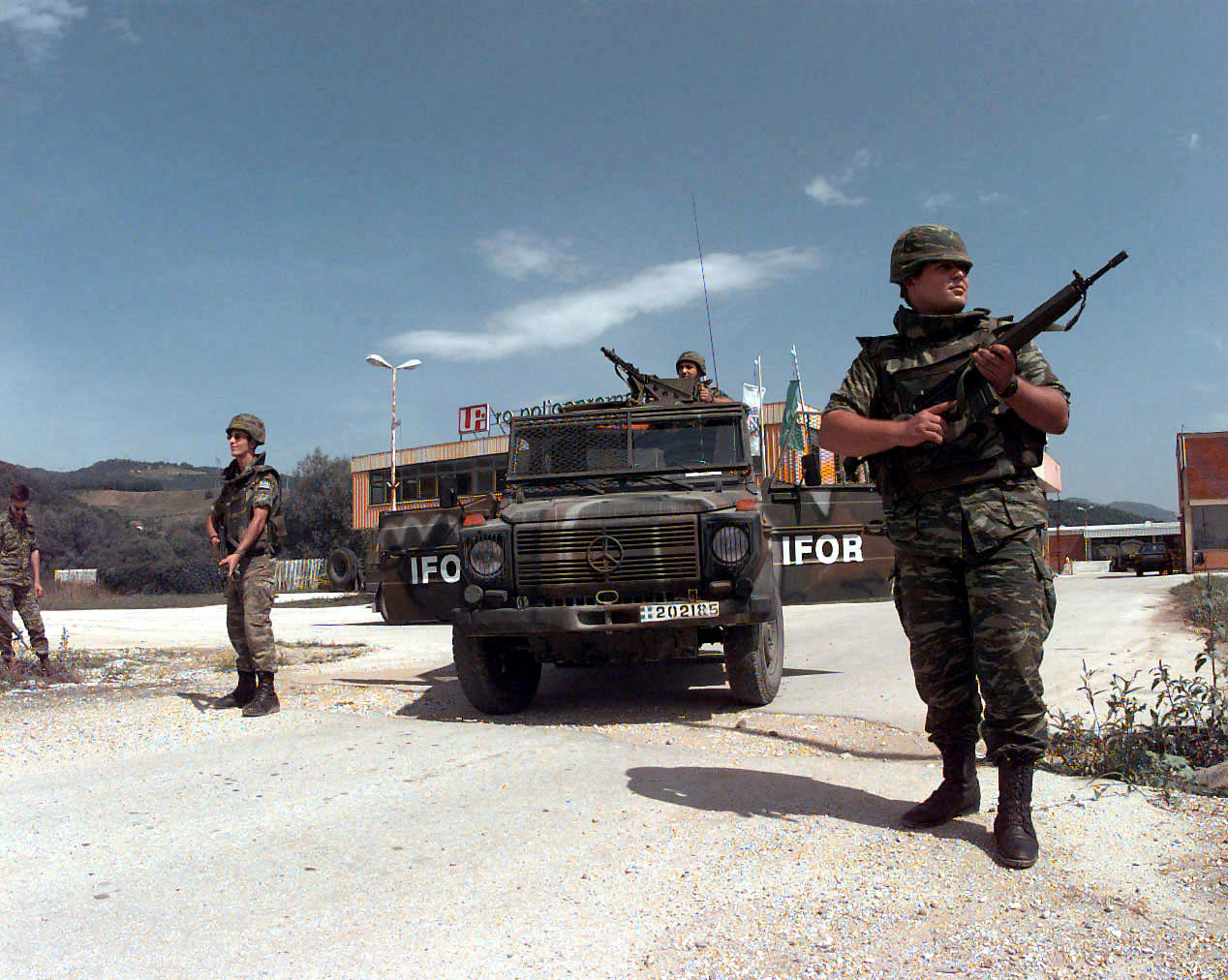
Friedensmission in Bosnien

Die griechischen Streitkräfte sind in mehreren friedenserhaltenden und -sichernden Maßnahmen außerhalb Griechenlands eingesetzt, im Rahmen von UN-, NATO- und EU-Einsätzen.
Die wichtigsten davon sind zurzeit im Kosovo, in Bosnien, in Afghanistan, im Sudan sowie die Sicherung des östlichen Mittelmeerraumes mit „Active Endeavour“ und die Sicherung des Roten Meeres, des Persischen Golfes und des Indischen Ozeans mit „Enduring Freedom“.
Die griechische Kampf- und Handelsmarine hatte in der Libanonkrise im Sommer 2006 die entscheidende Rolle zur Evakuierung von tausenden EU- und US-Bürgern inne.
Wichtigste aktuelle Einsätze
- Zypern, seit 1974 sind in Zypern 1200 Offiziere und Soldaten stationiert (griechisch ΕΛΔΥΚ), ausgestattet mit 80 Kampfpanzern.
- ISAF (Internationale Sicherheitsunterstützungstruppe)

In Afghanistan sind derzeit 9 Soldaten stationiert (Stand: 3. September 2014).
- KFOR (Kosovo-Truppe)

In Kosovo sind 118 Soldaten stationiert (Stand: 30. November 2012).
- EUFOR (Einsatzkräfte der Europäischen Union)
- Operation Enduring Freedom

Seeraumüberwachung mit einer Fregatte
- UNIFIL (Interimstruppe der Vereinten Nationen im Libanon)

Seeraumüberwachung vor der Küste des Libanons mit einer Fregatte
- UNMIS (Mission der Vereinten Nationen im Sudan)

Entsendung von unbewaffneten Militärbeobachtern in den Sudan zur Überwachung des Friedensabkommens
- Operation Active Endeavour

Seeraumüberwachung mit einer Fregatte, einem U-Boot und einem Schnellboot
Wichtigste abgeschlossene Einsätze
- November 1950 – Mai 1955, Korea-Einsatz unter UN-Führung, mit 4708 Offizieren und Soldaten sowie 9 Transportflugzeugen des Typs Douglas DC-3 (C-47D)
- März 1961 – November 1961, Kongo Einsatz unter UN-Führung, mit 21 Offizieren und 2 Transportflugzeugen
- September 1990 – Juli 1991, Kuwait-Einsatz (Zweiter Golfkrieg), unter UN-Führung, mit einer Fregatte
- März 1993 – März 1994 Somalia-Einsatz (UNITAF), unter UN-Führung, mit 106 Offizieren und Unteroffizieren
- 15. März 1997, Operation Cosmas, die Evakuierung von 241 ausländischen Zivilisten während der Unruhen in Albanien mit einer Fregatte, einem Torpedo/-Schnellboot, einem Flugkörperschnellboot und einem Minenräumer[23]
- Dezember 1995 – Dezember 2004, Bosnien-Herzegowina-Einsatz (IFOR, SFOR) unter NATO-Führung, mit 290 Offizieren und Soldaten, zwei Transportflugzeugen vom Typ C-130 Hercules sowie einer Fregatte und zwei Minensuchbooten
- 22. August – 27. September 2001, Operation Essential Harvest im ehemaligen Jugoslawien, mit 400 Soldaten und Offizieren

## Gefallene Angehörige der griechischen Streitkräfte

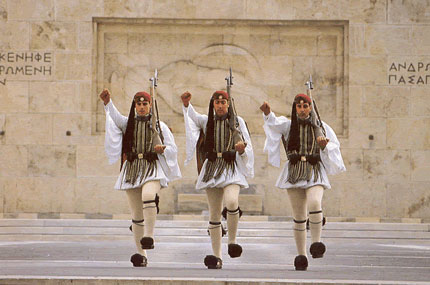
Evzonen am Denkmal des Unbekannten Soldaten in Athen

- Türkisch-Griechischer Krieg (1897), etwa 3748 Angehörige der Streitkräfte
- Im Ersten Weltkrieg etwa 5000 Offiziere und Soldaten
- Griechisch-Türkischer Krieg (1919–1922), etwa 15.000 Tote und vermisste Offiziere und Soldaten
- Im Zweiten Weltkrieg wurden etwa 88.300 Angehörige der Streitkräfte getötet, verwundet oder gelten als vermisst
- Korea-Krieg (1950–1954), 194 Offiziere und Soldaten